# Наум Мешков
Наум Мешков е български духовник, общественик и революционер, деец на Вътрешната македоно-одринска революционна организация.

## Биография
Роден е на 16 април 1862 година в град Охрид, тогава в Османската империя. Завършва четвъртокласно образование в родния си град. Ръкоположен е от Синесий Охридски и Преспански на 9 март 1890 година за свещеник в Охрид при църквата „Света Богородица Челница“. Включва се в националноосвободителните борби на българите в Македония. По-късно е преместен на енорийска служба в Крушево по революционни дела. Вероятно взема участие в Илинденско-Преображенското въстание. Отличен е с църковно отличие от митрополит Методий Охридски и Преспански в 1908 година. Мешков е енорийски избирател в 1904 година и енорийски съветник от 1890 до 1905 година.
В Крушево Наум Мешков се включва активно в дейността на Крушевската българска община. При строежа на сградата на българското училище в Крушево в 1910 година Комисията по строителството е в състав: председател: Лев Г. Попов, архиерейски наместник на българската община, касиер: Матей Нешков, членове: протойерей Наум Мешков, Павле Костов, Тома Николов, Марко Нелов и Кръсте. Към май 1912 година председател на общината е протойерей Наум Мешков.
Мешков е свещеник в църквата „Възнесение Господне“ във врачанското село Баница от 1918 до 8 септември 1935 година, когато се пенсионира. Погребан е в двора на църквата.
В продължение на 51 години развива севещеническа и учителска дейност в Македония и в Баница. Има дъщеря Елеонора, родена в 1910 година в Крушево, която също е учителка в Баница.